# Tray Hollowell
Tray Hollowell (Hopkinsville (Kentucky), 16 de julio de 1998) es un jugador de baloncesto español. Con 1 metros y 88 centímetros de estatura, juega en la posición de base. Actualmente forma parte de la plantilla de Palmer Basket Mallorca de Primera FEB.

## Trayectoria
Nacido en Hopkinsville (Kentucky), Hollowell se formó en las categorías inferiores de la University Heights Academy de su ciudad natal, antes de ingresar en 2017 en el Wofford College, situado en Spartanburg, Carolina del Sur, donde jugaría durante 4 temporadas la NCAA con los Wofford Terriers, desde 2017 a 2021.
En 2021, ingresa en la Universidad Estatal de Morehead]], situado en Morehead, en el estado de Kentucky, donde formó parte durante una temporada del equipo de la NCAA de los Morehead State Eagles.
Tras no ser drafteado en 2022, firma por el Art Giants Dusseldorf de la ProA, la segunda categoría del baloncesto alemán.
El 31 de diciembre de 2023, firma por el KK Skrljevo de la Liga de Baloncesto de Croacia.
En la temporada 2024-25, firma por el BC Spartak Pleven de la Liga de Baloncesto de Bulgaria.
El 20 de junio de 2025, firma por el Palmer Basket Mallorca de Primera FEB.